# 张世珍 (1963年)
张世珍（1963年12月—），男，汉族，甘肃会宁人，中华人民共和国政治人物、医学家。

## 生平
张世珍出生于甘肃省会宁县柴家门乡阳坡村，早年在甘肃农业大学兽医学院就读，1988年，他以硕士的身份从学校毕业，并进入中国科学院兽医研究所工作，期间还曾在马来西亚博特拉大学深造，2001年回国后，出任兰州市人民政府副市长。后出任甘肃省人民政府副省长，中国民主同盟中央委员会常务委员、甘肃省委员会主任委员。直到2023年卸任。卸任后，他继续担任甘肃省科协主席、甘肃中华职业教育社主任。